# Манучехр
Манучехр (Манучер) (авест. Manušciθra-, Манушчитра, «рождённый на Мануше», пехл. Manučihr, Манушчихр, тадж. Манучеҳр, перс. منوچهر‎, Манучехр или Менучехр) — в иранской мифологии и эпосе царь из династии Пишдадидов. Потомок Иреджа, отомстивший за него убийцам.

## В «Авесте» и среднеперсидских источниках
В сюжетных яштах «Авесты» его имя не упоминается, о нём говорится лишь однажды в перечне героев, чьи фраваши почитаются (в списке он между Аграэратой и Кави Каватой). Более подробные сведения о нём содержат среднеперсидские источники.
Они приводят его сложную родословную (которую в дальнейшем сильно упростил Фирдоуси). Когда Салм и Тудж убили Иреджа, его сыновей и внуков, осталась в живых лишь его дочь Гузак (Гуза), которую Фаридун спрятал в убежище. У неё родилась дочь Фрагуза. Узнав об этом, Салм и Тудж убили мать (Гузу), а в дальнейшем в этой линии на протяжении 10 поколений рождались только девочки, которых Фаридун скрывал (их имена последовательно: Гуза, Фрагуза, Зуша, Фразуша, Бита, Трита, Айра, Гуза). Эта Гуза родила сына Манусхварнака (или Мануша), который, вступив в брак со своей сестрой, породил Манушхварнара, чьим сыном от брака с сестрой был Манучихр. Когда тот родился, свет солнца осветил его нос.
Он родился на горе Мануш, расположенной на границе с Тураном. Хварно Манушчихр получил от Нерйосанга. Его скакуна звали Курушк (по описанию «Бундахишна», овца с большими рогами и тремя горбами). Манушчихр соорудил каналы для использования воды реки Фрат (Евфрат). У него было три сына: Фрия, Нотар и Дурасроб, и именно от Дурасроба (Дура-сруна) идет прямая линия к пророку Заратуштре.
В сочинении «Суждения духа разума» говорится, что Манушчихр «удержал Салма и Туза, которые из ненависти [убили] Эраджа, что был его предком, от противодействия миру».
По хронологии «Бундахишна», Манушчихр правил 120 лет, причём в эти годы входят 12 лет правления Фрасияга, когда Манушчихр был в Падишхваргаре(или Паташхвар — гора в Табаристане). «Большой Бундахишн» конспективно рассказывает, что после того, как Манушчихр отомстил за Иреджа, в страну вторгся Фрасияг, победил иранцев у горы Паташхвар, где те пострадали от болезней, нужды и чумы, и убил сыновей Манушчихра Фрию и Нотара, однако через некоторое время Фрасияг потерял Иран. Когда иранцы во главе с Манучихром были осаждены на горе Паташхвар, их спас туранец Агрерат (младший брат Фрасияга), за что Фрасияг убил его.
Манушчихр вернул Эраншахру те территории, которые были ранее захвачены Фрасиягом, а также наполнил водой озеро Каянсе, из которого Фрасияг отвёл воду; увеличил плодородие иранской земли.
Правление Манушчихра описывалось в «Чихрдад-наске», где Кай Кобад был назван его потомком.
«Бундахишн» говорит, что от Манушчихра произошли все мобеды Парса, и приводит родословную, по которой Манушчихр (через своего сына Дурасруна) оказывается предком Спитамы в 6 колене и Зардушта в 15 колене.

## Образ в «Шахнаме»
У Фирдоуси Менучехр является внуком Иреджа (младшего сына Феридуна, убитого своими старшими братьями Сельмом и Туром). Рабыня Махаферид уже после смерти Иреджа родила от него дочь, которую Феридун выдал замуж за своего племянника Пешенга. У них родился сын, которому Феридун нарёк имя Менучехр.
Менучехр был воспитан прадедом и, когда вырос, был посажен на престол. Среди богатырей, присутствовавших при этом, Фирдоуси называет сыновей Каве Кобада и Карена и его внука Гошвада.

### Месть за Иреджа
Сельм и Тур отправили гонца с посланием к Феридуну, прося милости за совершенное много лет назад убийство. Феридун и Менухехр, сидя на тронах, приняли посла, и Феридун отправил ответное письмо.
Менучехр по указаниям Феридуна построил войска у Теммише. Он обращается к войску с призывом, выстраивает его и нападает на войско Тура. В упорном бою перевес на стороне войска иранцев.
Заходит солнце, бой прекращается. Сельм и Тур, посоветовавшись, хотят напасть ночью на вражеский лагерь. Однако Менучехр ставит засаду. Ночью войско Тура нападает на лагерь иранцев, но встречает сопротивление. Менучехр, покинув засаду, настигает Тура, убивает его ударом в спину, отрубает голову и бросает тело диким зверям. Менучехр пишет Феридуну послание, сообщая о победе и посылая ему голову Тура.
Сельм укрывается в крепости Эланан. Менучехр, поразмыслив над положением, посылает с войском Карена, который берёт крепость хитростью. Когда Карен возвращается к Менучехру, тот сообщает богатырю о нападении на иранцев Какуя (внука Зохака). Начинается битва, в которой Менучехр в поединке убивает Какуя.
Войска Сельма бросаются в бегство. Менучехр настигает Сельма, рассекает надвое и отрубает голову. Войско Сельма просит пощады. Менучехр готов пощадить их, и побежденные складывают оружие.
Менучехр отправляет Феридуну послание, с которым доставлена и голова Сельма. Феридун у Теммише устраивает войску Менучехра торжественную встречу. Феридун поручает богатырю Саму, который вернулся из Индии, служить Менучехру. Менучехра венчают на царство. Феридун отходит от дел правления и вскоре умирает.

### Правление
Менучехр правил 120 лет, его столицей был город Амол. В отличие от ранних источников, Менучехр в поэме не является современником Афрасиаба. В мифологической части «Шахнаме» Фирдоуси вовсе не упоминает миф о стрелке Араше, однако в разделе о Хосрове Парвизе говорит, что Араш служил царю Манучехру.
2000 бейтов, отведенных его правлению у Фирдоуси, практически целиком заняты «Сказанием о Зале и Рудабе», в котором роль самого царя невелика. Менучехр запрашивает астрологов о судьбе Заля и жалует Саму Забульское княжество. Узнав о любви Заля к кабульской царевне Рудабе, предком которой был Зохак, Менучехр недоволен и беспокоится, что их ребёнок может пойти в мать (то есть унаследовать дурные качества), после чего приказывает Саму отправиться на войну и уничтожить род Мехраба.
Выступив в поход, Сам встречает сына, после чего отправляет Менучехру послание, прося изменить своё решение. Заль с письмом отца приезжает к Менучехру. Царю нравится его смирение, и он запрашивает у астрологов, какая судьба ждёт ребёнка Заля и Рудабе. Узнав, что их сын будет великим героем и верным слугой царям Ирана, Менучехр меняет своё решение. Царь приказывает мобедам испытать Заля вопросами и убеждается в мудрости и доблести юноши. Менучехр пишет Саму ответное письмо и посылает с ним Заля.
Ростем уже в юности отличается подвигами.
Менучехр, наставив сына Новзера в делах правления, умирает.

## У Алишера Навои
Манучехра (Манучеҳр) упоминает Алишер Навои в своей поэме Стена Искандара.